# Sardinhas doces de Trancoso
As Sardinhas doces de Trancoso são um doce típico da cidade portuguesa do mesmo nome, devendo o seu nome à forma e não à composição.
Trata-se de um doce conventual, criado pelas clarissas do Convento de Nossa Senhora do Sepulcro.
É considerado um produto tradicional português, feito à base de ovos, amêndoa ralada, azeite, chocolate, açúcar, sal e canela. Chegou às meias-finais das Sete Maravilhas Doces de Portugal.